# Dragomir Tošić
Dragomir Tošić (serbisch-kyrillisch Драгомир Тошић, * 8. November 1909 in Belgrad, Königreich Serbien; † 20. Juni 1985 ebenda) war ein jugoslawischer Fußballspieler. Er nahm als Spieler mit der Nationalmannschaft seines Landes an der Fußball-Weltmeisterschaft 1930 teil.

## Karriere

### Verein
Auf Vereinsebene spielte Tošić von 1925 bis 1935 für Beogradski SK, einem der dominierenden Vereine des jugoslawischen Fußballs zu jener Zeit. Mit diesem Klub wurde er dreimal jugoslawischer Landesmeister. 

### Nationalmannschaft
Bei der Weltmeisterschaft 1930 stand Tošić ohne zuvor ein Länderspiel bestritten zu haben im jugoslawischen Aufgebot, wurde jedoch im Verlauf des Turniers nicht eingesetzt. Er debütierte nach der Weltmeisterschaft am 3. August 1930 beim 1:3 in einem Freundschaftsspiel gegen Vizeweltmeister Argentinien in der jugoslawischen Nationalmannschaft. 
Sein letztes von elf Länderspielen bestritt er am 24. September 1933 beim 2:2 im Qualifikationsspiel zur  Weltmeisterschaft 1934 gegen die Schweiz.

## Erfolge
- Jugoslawischer Meister: 1931, 1933,  1935